# 1083 (entreprise)
1083 est une marque de vêtements fabriqués en France, connue plus particulièrement pour les jeans qu'elle commercialise. Elle est fondée en 2013 à Romans-sur-Isère.

## Historique
Thomas Huriez, ancien informaticien, ouvre en 2007 une boutique de prêt-à-porter équitable à Romans-sur-Isère sous l'enseigne Modetic ; c'est là qu'est fondée, en 2013 avec son frère, la marque de jeans 1083, grâce à un financement participatif sur Ulule,. Le nom « 1083 » vient de la distance maximum, 1 083 km, qu'un jeans doit parcourir lors de sa fabrication afin de rester « Made in France » mais également pour conserver un circuit court. L'entreprise dispose d'ailleurs de la marque de certification « Origine France Garantie »,.
Les premières années, les pantalons sont tissés à Charlieu dans le département de la Loire à partir de coton biologique,. Implantée dans la « capitale » française de la chaussure, 1083 créé également une gamme de sneakers. Utilisant au départ la sous-traitance, la marque reprend peu à peu quelques étapes de fabrication en créant un premier atelier dans les locaux de l'entreprise : après importation du coton de l'étranger, toutes ces étapes de conception sont concernées par cet impératif de rester en France : « filature, la teinture, le tissage et la confection » ; seuls les boutons et rivets viennent alors d'Italie. L'entreprise espère finalement maitriser en interne les huit étapes de fabrication d'un pantalon à partir, exclusivement, de la France, entre autres par le recyclage ou l'économie circulaire,,. À partir de fin 2022, même les boutons sont fabriqués en France.
Face à la pénurie de couturières, Thomas Huriez encourage l'ouverture d'un centre de formation en 2017, avec Pôle emploi et un organisme de formation,,. En parallèle, l'enseigne Modetic de l'origine se développe également avec quelques boutiques en France commercialisant différentes marques, dont les jeans 1083. L'entreprise souhaite s'implanter dès 2016 dans les anciens locaux de Charles Jourdan toujours à Romans-sur-Isère afin d'augmenter sensiblement la taille de ses bureaux et atelier, mais également d'ouvrir un magasin ; le projet se voit abandonné quatre ans plus tard après maintes problèmes de financements et de reports successifs. Mais un atelier de fabrication est ouvert en Moselle à la suite du rachat d'un ancien fabricant,.
Le marché du jeans d'origine française comporte d'autres acteurs sur le marché tels Dao, Kiplay, Le Gaulois Jeans, Ecclo ou Atelier Tuffery,.

## Chiffres clés
En 2013, l'entreprise fait 200 000 euros de chiffre d'affaires, puis cinq fois plus deux ans plus tard ; elle atteint plus de deux millions d'euros en 2018 avec une cinquantaine d'emplois cette année-là.
La marque vend environ 20 000 jeans par an en 2017 et le double l'année suivante. 
En 2021, l'entreprise annonce avoir vendu 50 000 jeans et 12 millions d'euros de chiffre d'affaires pour l'année 2022,.

### Publication
- Thomas Huriez, Re-Made en France, Éditions Dunod, novembre 2019, 192 p. (ISBN 9782100807369, présentation en ligne)